# Duikfles

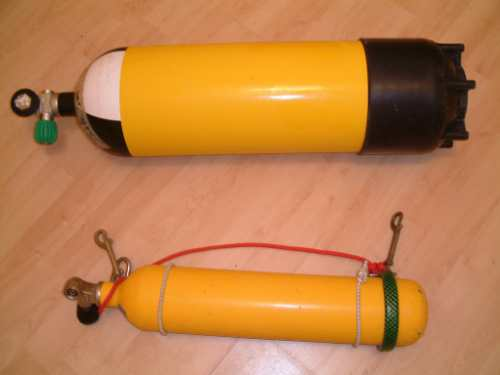
Duikflessen van 12 en 3 liter

Regulator met DIN- en Yoke-fles-verbinding

Flesaansluiting "yoke" na ISO 12209-2 in de doorsnede.

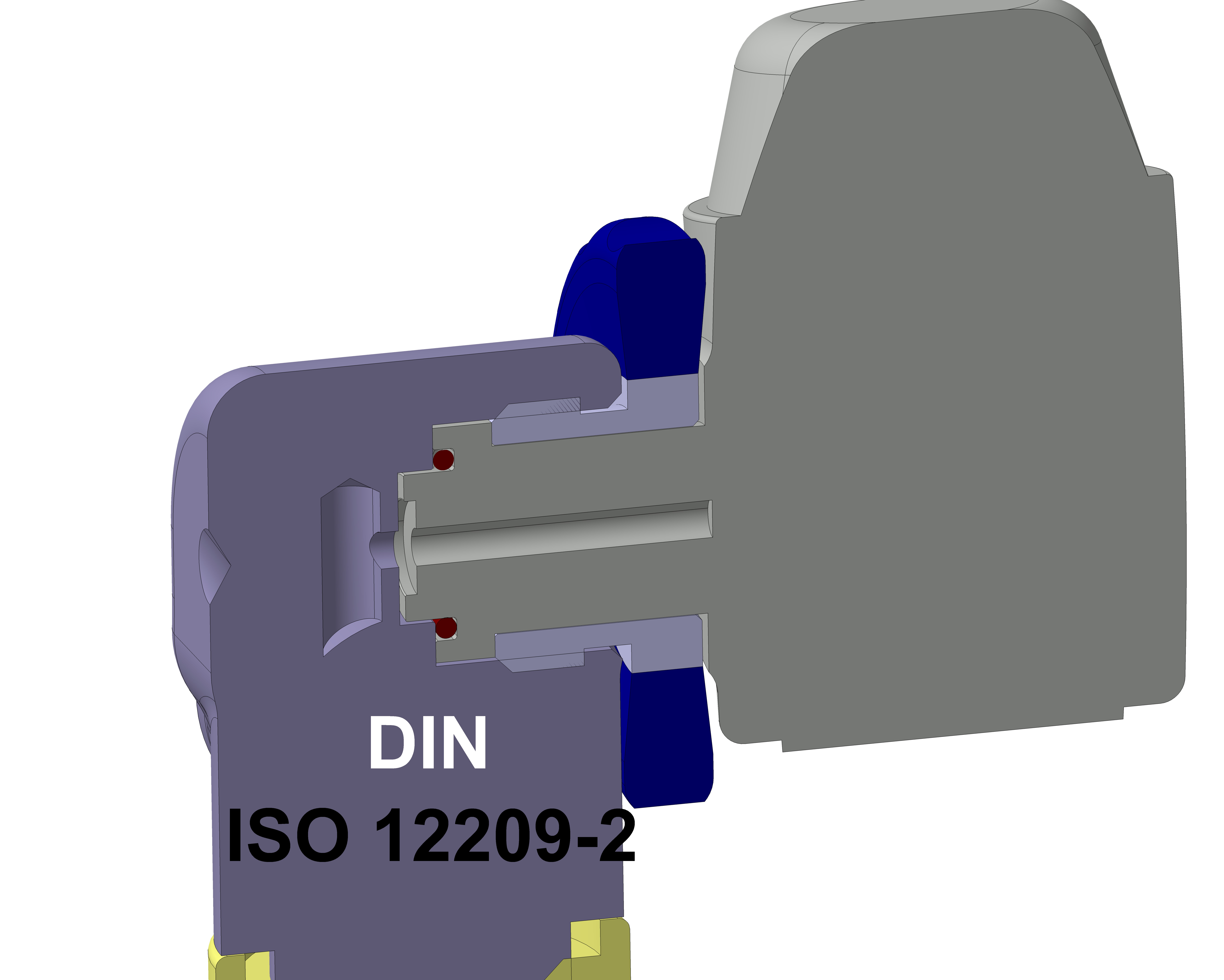
Flesaansluiting "DIN" na ISO 12209-2 in de doorsnede.

Een duikfles, is een stevige fles van staal, aluminium of carbon, waarin een duiker zijn ademmengsel (meestal lucht, nitrox of trimix) meeneemt. Om normaal te kunnen ademen, moet de druk in de longen vrijwel even hoog zijn als de omgevingsdruk. Onder water is de omgevingsdruk een stuk hoger dan op het land, dus met een lange slang lucht van de oppervlakte opzuigen, is onmogelijk. De lucht moet mee. 
Duikflessen zijn te koop in allerlei verschillende maten, maar de meest gebruikte zijn de 7, 10, 12 of 15 literfles. Deze worden soms gecombineerd tot dubbelsets, bijvoorbeeld 2 x 7 l of 2 x 10 l. Deze sets liggen stabieler op de rug van de duiker en er kan langer mee gedoken worden dan met een enkele fles.
Dit is de Europese maatvoering. Bij Amerikaanse flessen wordt de inhoud aangeduid als het volume (uitgedrukt in cfm ofte cubic foot) samengeperst gas dat de fles bij haar gebruiksdruk (uitgedrukt in psi, pounds per square inch) kan bevatten.
Courante vuldrukken zijn 230 en 300 bar. De flessen worden bij een keuring onderworpen aan een proefdruk van 1,5 x de testdruk, dus 345 en respectievelijk 450 bar. De verschillende flessen zijn herkenbaar aan het type kraan dat wordt gebruikt.
De vuldruk is hoger dan de gebruiksdruk wegens het drukverlagende effect van de afkoeling.
Wanneer de kraan van de fles afschiet, of wanneer de fles door materiaalverzwakking of een te hoge vuldruk openscheurt, veroorzaakt dat dan ook een ontploffing. Om dit gevaar zo veel mogelijk uit te sluiten, moeten duikers hun fles met regelmatige intervallen laten herkeuren door een erkende keuringsdienst.
In België verplicht de wet een hydrostatische keuring elke 60 maanden (5 jaar) en een visuele of optische keuring elke 30 maanden (2,5 jaar). In Nederland is een vijfjaarlijkse keuring onder auspiciën van Lloyd's Register Stoomwezen wettelijk verplicht. In Spanje is een jaarlijkse keuring verplicht.
De duikflessen worden gemaakt van aluminium, staal en/of carbon, en elk materiaal heeft voor- en nadelen.
Stalen flessen zijn stevig, maar gevoelig voor verzwakkende oxidatie.
Carbonflessen zijn opvallend licht door hun opbouw: een dunne aluminium fles, omwikkeld met carbonfiber. Zij zijn lekker licht boven water, maar voor duikers is dat onder water niet alleen een voordeel: ze moeten dan ook extra lood meenemen om dat te compenseren. Technische duikers gebruiken ze soms, omdat zij meer dan één fles meenemen. Ook brandweerlui die de flessen boven water gebruiken, geven voorkeur aan carbongewikkelde flessen. Deze flessen worden bijvoorbeeld ook gebruikt in het populaire paintballschieten.